# 안드로이드 오토
안드로이드 오토(영어: Android Auto)는 구글의 안드로이드를 차량 주행 중 텔레매틱스에 맞게 변형하여 안드로이드 스마트폰과 자동차의 계기판과 헤드 유닛에서 사용하도록 제작된 운영체제이다.
대한민국에서는 차량 연결없이 안드로이드 스마트폰 단독으로 안드로이드 오토를 사용할 수 없다.

## 기능
안드로이드 오토는 안드로이드의 기능을 자동차에 최적화하여 이용하는 것을 목표로 한다. USB 또는 WIFI를 통해 차량과 연결되거나 안드로이드 스마트폰에서 차량용 인터페이스로 정보를 보여준다.

### 자동차 하드웨어 지원
안드로이드 오토를 지원하기 위해서는 스마트폰이 몇몇의 기능을 지원해야 한다.
| 자동차 하드웨어 | 모바일 기기에서 지원 |
| --------------- | -------------------- |
| GPS 기능        | 예                   |
| 조향 조절기능   | 예                   |
| 오디오 조절기능 | 예                   |
| 스피커          | 예                   |
| 수신 스피커     | 예                   |
| 속력 측정기능   | 예                   |
| 나침반          | 예                   |
| 자동차 정보     | 개발 중              |
| 모바일 통신     | 예                   |

### 앱 지원
구글 플레이 스토어 링크

#### GPS 내비게이션
- 구글 지도 (대한민국에서는 지도 해외반출 문제로 인해 사용불가능. Google Maps isn't available in South Korea. - 안드로이드 OS 폰 영어, 카 헤드유닛 한글버전인 환경 연결 후 구글맵 실행후 확인.)

대한민국에서 사용 가능한 내비게이션
- 웨이즈
- 카카오내비(대한민국에서만 사용 가능)
- T Map[7]
- 아이나비 에어[8]
- 네이버 지도[9]
- 원내비(21년 12월 29일 업데이트로 공식 지원.)[10][11]

대한민국에서 사용 가능한 음악 앱
- 벅스
- 지니 뮤직
- 멜론
- 팟티
- 네이버 바이브
- 유튜브 뮤직
- 오더블
- 스포티파이
- doubleTwist
- MediaMonkey
- Radioplayer
- Stitcher
- TuneIn Radio
- FLO

## 같이 보기
- 카플레이